# Rezerwat przyrody Koło w Puszczy Niepołomickiej
Rezerwat przyrody Koło w Puszczy Niepołomickiej – leśny rezerwat przyrody w województwie małopolskim (powiat wielicki, gmina Niepołomice); na obszarze Puszczy Niepołomickiej w uroczysku o tej samej nazwie. Został utworzony w 1962 roku i zajmuje powierzchnię 3,13 ha.
Ochronie podlega naturalny fragment grądu Tilio-Carpinetum (lipa, grab, dąb). Występują chronione gatunki roślin: kruszczyk szerokolistny, barwinek pospolity, przytulia wonna, kalina koralowa.
Rezerwat włączono, wraz z pobliskim rezerwatem przyrody Wiślisko Kobyle, do programu Natura 2000 jako element specjalnego obszaru ochrony siedlisk „Koło Grobli” PLH120008.